# Tercera Federación - Grupo XIV 2022-23
La temporada 2022-23 del Grupo XIV de la Tercera Federación de fútbol comenzó el 11 de septiembre de 2022 y finalizó el 23 de abril de 2023. Posteriormente se disputa la promoción de ascenso entre el 30 de abril y el 21 de mayo en su fase territorial, y para finalizar en su fase nacional entre el 28 de mayo y el 4 de junio. Durante esta campaña es el quinto nivel de las Ligas de fútbol de España para los clubes de Extremadura, por debajo de la Segunda Federación y por encima de la Primera División Extremeña. Se trata de la segunda edición tras la restructuración de las categorías no profesionales por parte de la RFEF a causa de la pandemia global causada por el Coronavirus; y es la quinta categoría a nivel nacional.

## Sistema de competición
Participan dieciséis clubes encuadrados en un único grupo. Se enfrentan todos contra todos en dos ocasiones -una en campo propio y otra en campo contrario- durante un total de 30 jornadas. El orden de los encuentros se decide por sorteo antes de empezar la competición. La Federación de Fútbol de Extremadura es la responsable de designar las fechas de los partidos y los árbitros de cada encuentro, reservando al equipo local la potestad de fijar el horario exacto de cada encuentro.
Una vez finalizada la competición, el primer clasificado asciende directamente a Segunda Federación y se proclama campeón de Tercera Federación.
Los clasificados entre el segundo y el quinto lugar disputan un Play Off territorial en formato de eliminatorias a doble partido ida y vuelta. En caso de empate el vencedor de la eliminatoria es el equipo mejor clasificado. El equipo vencedor de este Play Off se clasifica a la Promoción de ascenso a Segunda Federación que tiene carácter de final interterritorial.
Los tres últimos clasificados descendían directamente a Primera División Extremeña; pero en el mes de mayo y una vez finalizada la temporada se anunció el acuerdo de la ampliación de la categoría, pasando de dieciséis a dieciocho equipos en cada uno de los grupos de Tercera Federación. En el mes de junio la RFEF lo confirmó en una circular, anunciando que las dos plazas vacantes deben ser propuestas por las federaciones territoriales y aprobadas por la RFEF, amparándose en los artículos 119 y 217 del Reglamento General en los que se da prioridad a los equipos que hayan ocupado puestos de descenso en esta categoría.

## Ascensos y descensos
| Pos. | Ascendidos a 2.ª Federación |
| ---- | --------------------------- |
| 1º   | C. D. Diocesano             |

| Pos. | Descendidos de 2.ª División RFEF |
| ---- | -------------------------------- |
|      | Ninguno                          |

| Pos.  | Acendidos de 1ª División |
| ----- | ------------------------ |
| 1º G2 | Atlético Pueblonuevo     |
| 1º G4 | U. C. La Estrella        |
| 2º G4 | U. D. Fuente de Cantos   |
| 1º G1 | C. P. Montehermoso       |

| Pos. | Descendidos a 1ª División |
| ---- | ------------------------- |
| 14.º | E. M. D. Aceuchal         |
| 15.º | C. D. Badajoz "B"         |
| 16.º | Extremadura U. D. "B"     |

## Equipos

### Listado de equipos
| Equipo                 | Ciudad                    | Provincia | Estadio                                |
| ---------------------- | ------------------------- | --------- | -------------------------------------- |
| Arroyo C. P.           | Arroyo de la Luz          | Cáceres   | Municipal de Arroyo de la Luz          |
| Atlético Pueblonuevo   | Pueblonuevo del Guadiana  | Badajoz   | Antonio Amaya                          |
| C. D. Azuaga           | Azuaga                    | Badajoz   | Municipal de Deportes                  |
| C. D. Calamonte        | Calamonte                 | Badajoz   | Municipal de Calamonte                 |
| C. D. Don Álvaro       | Don Álvaro                | Badajoz   | Pedro Manuel Barrero Macias            |
| U. D. Fuente de Cantos | Fuente de Cantos          | Badajoz   | Francisco de Zurbarán                  |
| Jerez C. F.            | Jerez de los Caballeros   | Badajoz   | Manuel Calzado Galván                  |
| U. C. La Estrella      | Los Santos de Maimona     | Badajoz   | Cipriano Tinoco                        |
| A. D. Llerenense       | Llerena                   | Badajoz   | Fernando Robina                        |
| C. D. Miajadas         | Miajadas                  | Cáceres   | Municipal de Miajadas                  |
| C. P. Montehermoso     | Montehermoso              | Cáceres   | Polideportivo Municipal                |
| Moralo C. P.           | Navalmoral de la Mata     | Cáceres   | Municipal de Navalmoral de la Mata     |
| Olivenza F. C.         | Olivenza                  | Badajoz   | Municipal de Olivenza                  |
| U. P. Plasencia        | Plasencia                 | Cáceres   | Ciudad Deportiva de Plasencia          |
| C. F. Trujillo         | Trujillo                  | Cáceres   | Municipal de Trujillo                  |
| S. P. Villafranca      | Villafranca de los Barros | Badajoz   | Municipal de Villafranca de los Barros |

| Arroyo At.Pueblonuevo Azuaga Calamonte Don Álvaro Fuente de Cantos Jerez La Estrella Llerenense Miajadas Montehermoso Moralo Olivenza Plasencia Trujillo Villafranca |

## Clasificación
| Pos. | Equipo                  | Pts. | PJ | G  | E  | P  | GF | GC | Dif. | Ascenso o descenso                                    |
| ---- | ----------------------- | ---- | -- | -- | -- | -- | -- | -- | ---- | ----------------------------------------------------- |
| 1    | A. D. Llerenense (A, C) | 64   | 30 | 18 | 10 | 2  | 52 | 22 | +30  | Ascenso a Segunda Federación y Copa del Rey           |
| 2    | C. D. Azuaga            | 62   | 30 | 19 | 5  | 6  | 58 | 29 | +29  | Play-Offs Ascenso a Segunda Federación y Copa del Rey |
| 3    | Moralo C. P.            | 55   | 30 | 15 | 10 | 5  | 52 | 24 | +28  | Play-Offs Ascenso a Segunda Federación                |
| 4    | Olivenza F. C.          | 53   | 30 | 15 | 8  | 7  | 46 | 33 | +13  | Play-Offs Ascenso a Segunda Federación                |
| 5    | Jerez C. F.             | 49   | 30 | 13 | 10 | 7  | 39 | 25 | +14  | Play-Offs Ascenso a Segunda Federación                |
| 6    | Arroyo C. P.            | 46   | 30 | 13 | 7  | 10 | 30 | 31 | −1   |                                                       |
| 7    | C. F. Trujillo          | 44   | 30 | 12 | 8  | 10 | 28 | 28 | 0    |                                                       |
| 8    | S. P. Villafranca       | 43   | 30 | 12 | 7  | 11 | 34 | 33 | +1   |                                                       |
| 9    | C. D. Calamonte         | 42   | 30 | 12 | 6  | 12 | 38 | 33 | +5   |                                                       |
| 10   | U. D. Fuente de Cantos  | 39   | 30 | 9  | 12 | 9  | 23 | 29 | −6   |                                                       |
| 11   | Atlético Pueblonuevo    | 32   | 30 | 7  | 11 | 12 | 36 | 41 | −5   |                                                       |
| 12   | C. P. Montehermoso      | 31   | 30 | 8  | 7  | 15 | 31 | 53 | −22  |                                                       |
| 13   | C. D. Don Álvaro        | 27   | 30 | 7  | 6  | 17 | 27 | 54 | −27  |                                                       |
| 14   | C. D. Miajadas (D)      | 26   | 30 | 7  | 5  | 18 | 23 | 41 | −18  | Descenso a Primera División Extremeña                 |
| 15   | U. P. Plasencia (D)     | 24   | 30 | 6  | 6  | 18 | 31 | 43 | −12  | Descenso a Primera División Extremeña                 |
| 16   | U. C. La Estrella (D)   | 21   | 30 | 5  | 6  | 19 | 30 | 60 | −30  | Descenso a Primera División Extremeña                 |

Actualizado a los partidos jugados el 23 de abril de 2023.
 Fuente: Resultados Fútbol

## Resultados
| Local \ Visitante      | ARR | ATP | AZU | CAL | DON | FUE | JER | LAE | LLE | MIA | MON | MOR | OLI | PLA | TRU | VIL |
| ---------------------- | --- | --- | --- | --- | --- | --- | --- | --- | --- | --- | --- | --- | --- | --- | --- | --- |
| Arroyo C. P.           | —   | 1–0 | 0–1 | 0–0 | 3–2 | 0–0 | 1–0 | 2–1 | 0–0 | 1–0 | 2–1 | 0–4 | 1–3 | 1–0 | 1–0 | 1–2 |
| Atlético Pueblonuevo   | 0–3 | —   | 1–2 | 1–1 | 2–0 | 0–0 | 3–0 | 4–0 | 0–2 | 1–1 | 1–2 | 1–1 | 0–0 | 4–2 | 1–1 | 1–1 |
| C. D. Azuaga           | 3–1 | 1–0 | —   | 1–2 | 2–0 | 4–1 | 2–2 | 6–0 | 3–0 | 1–0 | 3–0 | 1–0 | 2–4 | 0–0 | 2–1 | 1–0 |
| C. D. Calamonte        | 2–1 | 3–1 | 0–1 | —   | 1–1 | 1–1 | 1–2 | 2–1 | 2–1 | 4–0 | 2–0 | 1–1 | 1–2 | 0–1 | 1–2 | 2–0 |
| C. D. Don Álvaro       | 0–0 | 2–1 | 0–4 | 2–1 | —   | 1–2 | 1–2 | 3–3 | 1–2 | 1–0 | 1–0 | 0–2 | 1–0 | 2–2 | 1–2 | 0–2 |
| U. D. Fuente de Cantos | 0–0 | 2–1 | 1–1 | 0–1 | 1–1 | —   | 1–0 | 2–1 | 0–0 | 1–0 | 1–0 | 2–3 | 0–0 | 1–2 | 0–0 | 1–0 |
| Jerez C. F.            | 1–2 | 3–0 | 0–0 | 3–2 | 3–0 | 0–0 | —   | 0–0 | 1–3 | 1–0 | 0–0 | 0–0 | 1–0 | 1–0 | 1–0 | 1–1 |
| U. C. La Estrella      | 0–1 | 1–1 | 2–3 | 0–0 | 3–2 | 1–3 | 1–0 | —   | 1–2 | 3–2 | 2–0 | 1–4 | 1–2 | 1–2 | 1–2 | 0–2 |
| A. D. Llerenense       | 1–0 | 3–3 | 1–1 | 3–0 | 4–1 | 1–0 | 1–1 | 3–1 | —   | 3–1 | 5–0 | 1–1 | 1–0 | 3–1 | 0–0 | 1–0 |
| C. D. Miajadas         | 2–1 | 3–0 | 3–2 | 1–0 | 0–1 | 2–1 | 0–4 | 0–0 | 1–2 | —   | 0–0 | 0–1 | 1–2 | 2–1 | 0–1 | 0–2 |
| C. P. Montehermoso     | 2–4 | 1–2 | 2–4 | 2–1 | 2–0 | 1–1 | 1–0 | 3–1 | 0–2 | 1–2 | —   | 0–1 | 1–1 | 2–2 | 2–1 | 1–1 |
| Moralo C. P.           | 1–1 | 0–2 | 1–0 | 1–2 | 4–0 | 2–0 | 1–1 | 1–2 | 0–2 | 2–0 | 7–0 | —   | 2–1 | 2–1 | 0–0 | 4–1 |
| Olivenza F. C.         | 3–0 | 2–1 | 0–4 | 2–1 | 1–2 | 0–1 | 2–2 | 1–1 | 2–2 | 1–1 | 3–2 | 1–1 | —   | 2–1 | 3–1 | 1–0 |
| U. P. Plasencia        | 1–1 | 1–2 | 1–2 | 1–2 | 4–1 | 3–0 | 0–3 | 4–0 | 0–0 | 1–1 | 0–1 | 0–2 | 0–3 | —   | 0–1 | 0–1 |
| C. F. Trujillo         | 1–0 | 1–1 | 2–0 | 0–2 | 1–0 | 0–0 | 1–2 | 1–0 | 1–1 | 1–0 | 1–2 | 1–1 | 1–2 | 1–0 | —   | 2–1 |
| S. P. Villafranca      | 0–1 | 1–1 | 4–1 | 1–0 | 0–0 | 2–0 | 1–4 | 2–1 | 0–2 | 1–0 | 2–2 | 2–2 | 0–2 | 1–0 | 3–1 | —   |

## Play Off de Ascenso a Segunda Federación
|  | Semifinales                     | Semifinales                     | Semifinales                     |              |  | Final                   | Final                   | Final                   |  |
|  | 30 de abril y 7 de mayo de 2023 | 30 de abril y 7 de mayo de 2023 | 30 de abril y 7 de mayo de 2023 |              |  | 14 y 21 de mayo de 2023 | 14 y 21 de mayo de 2023 | 14 y 21 de mayo de 2023 |  |
|  |                                 |                                 |                                 |              |  |                         |                         |                         |  |
|  |                                 |                                 |                                 |              |  |                         |                         |                         |  |
|  | C. D. Azuaga                    | 2                               | 3                               |              |  |                         |                         |                         |  |
|  | C. D. Azuaga                    | 2                               | 3                               |              |  |                         |                         |                         |  |
|  | Jerez C. F.                     | 1                               | 0                               |              |  |                         |                         |                         |  |
|  | Jerez C. F.                     | 1                               | 0                               | C. D. Azuaga |  |                         |                         |                         |  |
|  |                                 |                                 |                                 |              |  |                         |                         |                         |  |
|  |                                 |                                 | Moralo C. P.                    |              |  |                         |                         |                         |  |
|  | Moralo C. P.                    | 1                               | 1                               |              |  |                         |                         |                         |  |
|  | Moralo C. P.                    | 1                               | 1                               |              |  |                         |                         |                         |  |
|  | Olivenza F. C.                  | 0                               | 1                               |              |  |                         |                         |                         |  |
|  | Olivenza F. C.                  | 0                               | 1                               |              |  |                         |                         |                         |  |
|  |                                 |                                 |                                 |              |  |                         |                         |                         |  |

## Clasificado a la Copa del Rey
| Bandera de Extremadura |
| A. D. Llerenense       |
| 1º Puesto              |

Nota: Hay posibilidad de que el subcampeón se clasifique a la Copa del Rey si no es un equipo filial.